# A Modern család epizódjainak listája
Ez a lista a Modern család (Modern Family) című amerikai sorozat epizódjait tartalmazza. A sorozatot Magyarországon elsőnek a HBO Comedy szinkronizálta, de névváltozás miatt átkerült az HBO 3-ra.

## Évados áttekintés
| Évad | Évad | Részek száma | Részek száma | Eredeti sugárzás     | Eredeti sugárzás | Eredeti adó | Magyar sugárzás   | Magyar sugárzás    | Magyar adó |
| Évad | Évad | Részek száma | Részek száma | Évadbemutató         | Évadzáró         | Eredeti adó | Évadbemutató      | Évadzáró           | Magyar adó |
| ---- | ---- | ------------ | ------------ | -------------------- | ---------------- | ----------- | ----------------- | ------------------ | ---------- |
|      | 1.   | 24           | 24           | 2009. szeptember 23. | 2010. május 19.  | ABC         | 2010. április 26. | 2010. június 16.   | HBO 3      |
|      | 2.   | 24           | 24           | 2010. szeptember 22. | 2011. május 25.  | ABC         | 2011. február 1.  | 2011. július 13.   | HBO 3      |
|      | 3.   | 24           | 24           | 2011. szeptember 21. | 2012. május 23.  | ABC         | 2012. január 30.  | 2012. augusztus 1. | HBO 3      |
|      | 4.   | 24           | 24           | 2012. szeptember 26. | 2013. május 22.  | ABC         | 2013. február 12. | 2013. augusztus 1. | HBO 3      |
|      | 5.   | 24           | 24           | 2013. szeptember 25. | 2014. május 21.  | ABC         | 2014. március 20. | 2014. július 10.   | HBO 3      |
|      | 6.   | 24           | 24           | 2014. szeptember 24. | 2015. május 20.  | ABC         | 2015. február 3.  | 2015. június 25.   | HBO 3      |
|      | 7.   | 22           | 22           | 2015. szeptember 23. | 2016. május 18.  | ABC         | 2016. február 2.  | 2016. június 25.   | HBO 3      |
|      | 8.   | 22           | 22           | 2016. szeptember 21. | 2017. május 17.  | ABC         | 2017. január 28.  | 2017. június 24.   | HBO 3      |
|      | 9.   | 22           | 22           | 2017. szeptember 27. | 2018. május 16.  | ABC         | 2018. február 2.  | 2018. június 29.   | HBO 3      |
|      | 10.  | 22           | 22           | 2018. szeptember 26. | 2019. május 8.   | ABC         | 2019. február 10. | 2019. július 14.   | HBO 3      |
|      | 11.  | 18           | 18           | 2019. szeptember 25. | 2020. április 8. | ABC         | 2020. február 9.  | 2020. július 16.   | HBO 3      |

## Első évad (2009-10)
| Sor. | Év. | Cím                                           | Rendező         | Író                                                                            | Premier                                | Nézettség    |
| --- | --- | --------------------------------------------- | --------------- | ------------------------------------------------------------------------------ | -------------------------------------- | ------------ |
| 1. | 1.  | Családi kórkép (Pilot)                        | Jason Winer     | Steven Levitan & Christopher Lloyd                                             | 2009. szeptember 23. 2010. április 26. | 12,60 millió |
| Az első részben bemutatják a 3 családot. Megismerjük Jayt, a családfőt, újdonsült feleségét Gloriát és a csinos nő első házasságából született fiát, Mannyt. Jay első házasságából született Claire és Mitchell. Claire férje Phil, három gyermekkel élnek. Mitchell meleg párjával Cameronnal úgy döntenek,hogy örökbe fogadnak egy kislányt, Lilyt. |     |                                               |                 |                                                                                |                                        |              |
| 2. | 2.  | A biciklitolvaj (The Bicycle Thief)           | Jason Winer     | Bill Wrubel                                                                    | 2009. szeptember 30. 2010. április 27. | 9,99 millió  |
| 3. | 3.  | Telitalálat (Come Fly with Me)                | Reginald Hudlin | Dan O'Shannon                                                                  | 2009. október 7. 2010. április 28.     | 8,82 millió  |
| 4. | 4.  | Szuper kínos incidens (The Incident)          | Jason Winer     | Steven Levitan                                                                 | 2009. október 14. 2010. május 3.       | 9,35 millió  |
| 5. | 5.  | Duzzogók (Coal Digger)                        | Jason Winer     | Christopher Lloyd                                                              | 2009. október 21. 2010. május 4.       | 8,66 millió  |
| 6. | 6.  | Egy, két, há..., rajt! (Run for Your Wife)    | Jason Winer     | Paul Corrigan & Brad Walsh                                                     | 2009. október 28. 2010. május 5.       | 9,32 millió  |
| 7. | 7.  | Védd magad! (En Garde)                        | Randall Einhorn | Danny Zuker                                                                    | 2009. november 4. 2010. május 10.      | 8,77 millió  |
| 8. | 8.  | Szép remények (Great Expectations)            | Jason Winer     | Joe Lawson                                                                     | 2009. november 18. 2010. május 11.     | 9,16 millió  |
| 9. | 9.  | Kalandos szülinap (Fizbo)                     | Jason Winer     | Paul Corrigan & Brad Walsh                                                     | 2009. november 25. 2010. május 12.     | 7,12 millió  |
| 10. | 10. | A szeretet ünnepe (Undeck the Halls)          | Randall Einhorn | Dan O'Shannon                                                                  | 2009. december 9. 2010. május 17.      | 9,67 millió  |
| 11. | 11. | Álmatlanul (Up All Night)                     | Michael Spiller | Christopher Lloyd                                                              | 2010. január 6. 2010. május 18.        | 10,22 millió |
| 12. | 12. | Az én házamban soha! (Not in My House)        | Chris Koch      | Caroline Williams                                                              | 2010. január 13. 2010. május 19.       | 7,83 millió  |
| 13. | 13. | Műszaki analfabéta (Fifteen Percent)          | Jason Winer     | Steven Levitan                                                                 | 2010. január 20. 2010. május 24.       | 9,83 millió  |
| 14. | 14. | Rumli a javából (Moon Landing)                | Jason Winer     | Bill Wrubel                                                                    | 2010. február 3. 2010. május 25.       | 9,19 millió  |
| 15. | 15. | Valentin-napi balfogások (My Funky Valentine) | Michael Spiller | Jerry Collins                                                                  | 2010. február 10. 2010. május 26.      | 9,84 millió  |
| 16. | 16. | Az első szó (Fears)                           | Reginald Hudlin | Steven Levitan                                                                 | 2010. március 3. 2010. május 31.       | 8,01 millió  |
| 17. | 17. | A színtiszta igazság (Truth Be Told)          | Jason Winer     | Joe Lawson                                                                     | 2010. március 10. 2010. június 1.      | 8,95 millió  |
| 18. | 18. | Csillaghullás romokban (Starry Night)         | Jason Winer     | Danny Zuker                                                                    | 2010. március 24. 2010. június 2.      | 9,18 millió  |
| 19. | 19. | A nagy sakkjátszma (Game Changer)             | Kevin Sullivan  | Történet: Vanessa McCarthy & Joe Lawson Tévéjáték: Joe Lawson & Alex Herschlag | 2010. március 31. 2010. június 7.      | 9,51 millió  |
| 20. | 20. | Kispadon (Benched)                            | Chris Koch      | Danny Zuker                                                                    | 2010. április 14. 2010. június 8.      | 8,88 millió  |
| 21. | 21. | Após az ajtóban (Travels with Scout)          | Seth Gordon     | Paul Corrigan & Brad Walsh                                                     | 2010. április 28. 2010. június 9.      | 10,01 millió |
| 22. | 22. | Reptéri zűrzavar (Airport 2010)               | Jason Winer     | Dan O'Shannon & Bill Wrubel                                                    | 2010. május 5. 2010. június 14.        | 9,48 millió  |
| 23. | 23. | Hurrá, nyaralunk! (Hawaii)                    | Steven Levitan  | Paul Corrigan & Brad Walsh                                                     | 2010. május 12. 2010. június 15.       | 10,34 millió |
| 24. | 24. | Repül a madárka! (Family Portrait)            | Jason Winer     | Ilana Wernick                                                                  | 2010. május 19. 2010. június 16.       | 10,14 millió |

## Második évad (2010-11)
| Sor. | Év. | Cím                                                   | Rendező              | Író                                                                              | Premier                               | Nézettség    |
| ---- | --- | ----------------------------------------------------- | -------------------- | -------------------------------------------------------------------------------- | ------------------------------------- | ------------ |
| 25.  | 1.  | Öreg járgány nem vén járgány (The Old Wagon)          | Michael Spiller      | Bill Wrubel                                                                      | 2010. szeptember 22. 2011. február 1. | 12,67 millió |
| 26.  | 2.  | Az első csók (The Kiss)                               | Scott Ellis          | Abraham Higginbotham                                                             | 2010. szeptember 29. 2011. február 2. | 11,92 millió |
| 27.  | 3.  | Földindulás (Earthquake)                              | Michael Spiller      | Paul Corrigan & Brad Walsh                                                       | 2010. október 6. 2011. február 7.     | 11,44 millió |
| 28.  | 4.  | A nagy baki (Strangers on a Treadmill)                | Scott Ellis          | Danny Zuker                                                                      | 2010. október 13. 2011. február 8.    | 11,45 millió |
| 29.  | 5.  | Békebeli órák (Unplugged)                             | Michael Spiller      | Steven Levitan                                                                   | 2010. október 20. 2011. február 9.    | 11,97 millió |
| 30.  | 6.  | Rémülj meg! (Halloween)                               | Michael Spiller      | Jeffrey Richman                                                                  | 2010. október 27. 2011. február 14.   | 13,14 millió |
| 31.  | 7.  | Ágynak dőlve (Chirp)                                  | Michael Spiller      | Dan O'Shannon                                                                    | 2010. november 3. 2011. február 15.   | 12,24 millió |
| 32.  | 8.  | Kész, rajt, szülinap! (Manny Get Your Gun)            | Michael Spiller      | Történet: Christopher Lloyd Tévéjáték: Danny Zuker                               | 2010. november 17. 2011. február 16.  | 12,09 millió |
| 33.  | 9.  | Segítség, itt a mama! (Mother Tucker)                 | Michael Spiller      | Paul Corrigan & Brad Walsh                                                       | 2010. november 24. 2011. február 21.  | 10,57 millió |
| 34.  | 10. | Riválisok (Dance Dance Revelation)                    | Gail Mancuso         | Ilana Wernick                                                                    | 2010. december 8. 2011. február 22.   | 11,07 millió |
| 35.  | 11. | Száguldó szomszéd (Slow Down Your Neighbors)          | Gail Mancuso         | Ilana Wernick                                                                    | 2011. január 5. 2011. február 23.     | 11,83 millió |
| 36.  | 12. | Váratlan vendégek (Our Children, Ourselves)           | Adam Shankman        | Dan O'Shannon & Bill Wrubel                                                      | 2011. január 12. 2011. február 28.    | 11,12 millió |
| 37.  | 13. | In flagranti (Caught in the Act)                      | Michael Spiller      | Steven Levitan & Jeffrey Richman                                                 | 2011. január 19. 2011. június 20.     | 10,94 millió |
| 38.  | 14. | Romantika a javából (Bixby's Back)                    | Chris Koch           | Danny Zuker                                                                      | 2011. február 9. 2011. június 21.     | 13,16 millió |
| 39.  | 15. | Parti szépséghibákkal (Princess Party)                | Michael Spiller      | Elaine Ko                                                                        | 2011. február 16. 2011. június 22.    | 10,57 millió |
| 40.  | 16. | Botcsinálta felszolgáló (Regrets Only)                | Dean Parisot         | Abraham Higginbotham                                                             | 2011. február 23. 2011. június 27.    | 10,17 millió |
| 41.  | 17. | Téma lezárva! (Two Monkeys and a Panda)               | Beth McCarthy-Miller | Carol Leifer                                                                     | 2011. március 2. 2011. június 28.     | 10,11 millió |
| 42.  | 18. | Morcos szomszéd (Boys' Night)                         | Chris Koch           | Steven Levitan & Jeffrey Richman                                                 | 2011. március 23. 2011. június 29.    | 10,90 millió |
| 43.  | 19. | Az a fránya reklám (The Musical Man)                  | Michael Spiller      | Paul Corrigan & Brad Walsh                                                       | 2011. április 13. 2011. július 4.     | 9,61 millió  |
| 44.  | 20. | Gyámoltalan gyámjelöltek (Someone to Watch Over Lily) | Michael Spiller      | Bill Wrubel                                                                      | 2011. április 20. 2011. július 5.     | 9,95 millió  |
| 45.  | 21. | Anyák napi túra (Mother's Day)                        | Michael Spiller      | Dan O'Shannon & Ilana Wernick                                                    | 2011. május 4. 2011. július 6.        | 9,90 millió  |
| 46.  | 22. | Szerepcsere (Good Cop Bad Dog)                        | Fred Savage          | Történet: Abraham Higginbotham Tévéjáték: Abraham Higginbotham & Jeffrey Richman | 2011. május 11. 2011. július 11.      | 10,15 millió |
| 47.  | 23. | Zűrös évzáró (See You Next Fall)                      | Steven Levitan       | Danny Zuker                                                                      | 2011. május 18. 2011. július 12.      | 10,30 millió |
| 48.  | 24. | Nyűgös szülinap (The One That Got Away)               | Jim Bagdonas         | Paul Corrigan & Brad Walsh & Dan O'Shannon                                       | 2011. május 25. 2011. július 13.      | 10,31 millió |

## Harmadik évad (2011-12)
| Sor. | Év. | Cím                                                    | Rendező         | Író                                                           | Premier                               | Nézettség    |
| ---- | --- | ------------------------------------------------------ | --------------- | ------------------------------------------------------------- | ------------------------------------- | ------------ |
| 49.  | 1.  | Lánykérés (Dude Ranch)                                 | Jason Winer     | Paul Corrigan & Brad Walsh & Dan O'Shannon                    | 2011. szeptember 21. 2012. január 30. | 14,52 millió |
| 50.  | 2.  | Rosszcsontok (When Good Kids Go Bad)                   | Michael Spiller | Jeffrey Richman                                               | 2011. szeptember 21. 2012. január 31. | 14,54 millió |
| 51.  | 3.  | Kötéltánc (Phil on Wire)                               | Jason Winer     | Történet: Danny Zuker Tévéjáték: Bianca Douglas & Danny Zuker | 2011. szeptember 28. 2012. február 1. | 13,45 millió |
| 52.  | 4.  | Házról házra (Door to Door)                            | Chris Koch      | Bill Wrubel                                                   | 2011. október 5. 2012. február 6.     | 13,24 millió |
| 53.  | 5.  | Koccanás (Hit and Run)                                 | Jason Winer     | Elaine Ko                                                     | 2011. október 12. 2012. február 7.    | 13,65 millió |
| 54.  | 6.  | Édes élet (Go Bullfrogs!)                              | Scott Ellis     | Abraham Higginbotham                                          | 2011. október 19. 2012. február 8.    | 13,04 millió |
| 55.  | 7.  | Tuti fogás (Treehouse)                                 | Jason Winer     | Steven Levitan                                                | 2011. november 2. 2012. február 13.   | 13,37 millió |
| 56.  | 8.  | Gyűjtőakció (After the Fire)                           | Fred Savage     | Danny Zuker                                                   | 2011. november 16. 2012. február 14.  | 12,91 millió |
| 57.  | 9.  | A kíméletlen igazság (Punkin Chunkin)                  | Michael Spiller | Ben Karlin                                                    | 2011. november 23. 2012. február 15.  | 12,72 millió |
| 58.  | 10. | Expressz karácsony (Express Christmas)                 | Michael Spiller | Cindy Chupack                                                 | 2011. december 7. 2012. február 20.   | 12,20 millió |
| 59.  | 11. | A képzelt beteg (Lifetime Supply)                      | Chris Koch      | Jeffrey Richman & Bill Wrubel                                 | 2012. január 4. 2012. február 21.     | 14,03 millió |
| 60.  | 12. | A nagy stratégia (Egg Drop)                            | Jason Winer     | Paul Corrigan & Brad Walsh                                    | 2012. január 11. 2012. február 22.    | 12,12 millió |
| 61.  | 13. | Egy meg nem értett eb / A csúnya szó (Little Bo Bleep) | Chris Koch      | Cindy Chupack                                                 | 2012. január 18. 2012. július 9.      | 11,89 millió |
| 62.  | 14. | Hadszíntér a konyhában (Me? Jealous?)                  | Michael Spiller | Ben Karlin                                                    | 2012. február 8. 2012. július 10.     | 12,90 millió |
| 63.  | 15. | Elsietett ígéret (Aunt Mommy)                          | Michael Spiller | Abraham Higginbotham & Dan O'Shannon                          | 2012. február 15. 2012. július 11.    | 11,23 millió |
| 64.  | 16. | Szűz terület (Virgin Territory)                        | Jason Winer     | Elaine Ko                                                     | 2012. február 22. 2012. július 16.    | 11,54 millió |
| 65.  | 17. | A szökőnap (Leap Day)                                  | Gail Mancuso    | Danny Zuker                                                   | 2012. február 29. 2012. július 17.    | 11,63 millió |
| 66.  | 18. | Bohócok akcióban (Send Out the Clowns)                 | Steven Levitan  | Steven Levitan & Jeffrey Richman & Bill Wrubel                | 2012. március 14. 2012. július 18.    | 10,60 millió |
| 67.  | 19. | Rezeg a léc (Election Day)                             | Bryan Cranston  | Ben Karlin                                                    | 2012. április 11. 2012. július 23.    | 10,35 millió |
| 68.  | 20. | Walt volt, nincs (The Last Walt)                       | Michael Spiller | Dan O'Shannon & Paul Corrigan & Brad Walsh                    | 2012. április 18. 2012. július 24.    | 10,21 millió |
| 69.  | 21. | A plüss nyuszi (Planes, Trains and Cars)               | Michael Spiller | Paul Corrigan & Brad Walsh                                    | 2012. május 2. 2012. július 25.       | 10,06 millió |
| 70.  | 22. | Hétvége Disneylandben (Disneyland)                     | James Bagdonas  | Cindy Chupack                                                 | 2012. május 9. 2012. július 30.       | 10,58 millió |
| 71.  | 23. | Családi idill (Tableau Vivant")                        | Gail Mancuso    | Elaine Ko & Jeffrey Richman & Bill Wrubel                     | 2012. május 16. 2012. július 31.      | 9,36 millió  |
| 72.  | 24. | Bébi a láthatáron (Baby on Board)                      | Steven Levitan  | Abraham Higginbotham                                          | 2012. május 23. 2012. augusztus 1.    | 10,07 millió |

## Negyedik évad (2012-13)
| Sor. | Év. | Cím                                            | Rendező              | Író | Premier                                | Nézettség    |
| ---- | --- | ---------------------------------------------- | -------------------- | --- | -------------------------------------- | ------------ |
| 73.  | 1.  | Horgásztúra meglepetésekkel (Bringing Up Baby) | Steven Levitan       | Paul Corrigan & Brad Walsh                                                                                      | 2012. szeptember 26. 2013. február 12. | 14,44 millió |
| 74.  | 2.  | A család kicsi kincse (Schooled)               | Jeff Melman          | Steven Levitan & Dan O'Shannon                                                                                  | 2012. október 10. 2013. február 13.    | 12,08 millió |
| 75.  | 3.  | Elszakad a cérna (Snip)                        | Gail Mancuso         | Danny Zuker | 2012. október 10. 2013. február 14.    | 12,31 millió |
| 76.  | 4.  | A horkolóművész (The Butler's Escape)          | Beth McCarthy-Miller | Bill Wrubel | 2012. október 17. 2013. február 19.    | 12,28 millió |
| 77.  | 5.  | Rémségek kicsiny háza (Open House of Horrors)  | Jim Bagdonas         | Elaine Ko | 2012. október 24. 2013. február 20.    | 12,52 millió |
| 78.  | 6.  | Garázsvarázs (Yard Sale)                       | Gail Mancuso         | Abraham Higginbotham                                                                                            | 2012. október 31. 2013. február 21.    | 10,62 millió |
| 79.  | 7.  | Páran a slamasztikában (Arrested)              | Gail Mancuso         | Becky Mann & Audra Sielaff                                                                                      | 2012. november 7. 2013. február 26.    | 12,43 millió |
| 80.  | 8.  | Vakrandi (Mistery Date)                        | Beth McCarthy-Miller | Jeffrey Richman                                                                                                 | 2012. november 14. 2013. február 27.   | 11,89 millió |
| 81.  | 9.  | Famentő akció (When a Tree Falls)              | Steven Levitan       | Ben Karlin | 2012. november 28. 2013. február 28.   | 12,01 millió |
| 82.  | 10. | Csiszolatlan gyémánt (Diamond in the Rough)    | Gail Mancuso         | Dan O'Shannon & Becky Mann & Audra Sielaff                                                                      | 2012. december 12. 2013. március 5.    | 10,94 millió |
| 83.  | 11. | Retro szilveszter (New Year's Eve)             | Fred Goss            | Abraham Higginbotham & Jeffrey Richman                                                                          | 2013. január 9. 2013. március 6.       | 12,04 millió |
| 84.  | 12. | A buligyilkos (Party Crasher)                  | Fred Savage          | Danny Zuker & Christopher Lloyd                                                                                 | 2013. január 16. 2013. március 7.      | 11,01 millió |
| 85.  | 13. | Egy házban az anyóssal (Fulgencio)             | Lev L. Spiro         | Bill Wrubel | 2013. január 23. 2013. július 9.       | 10,83 millió |
| 86.  | 14. | A fantom (A Slight at the Opera)               | Jim Bagdonas         | Paul Corrigan & Brad Walsh                                                                                      | 2013. február 6. 2013. július 10.      | 9,83 millió  |
| 87.  | 15. | Fekete Valentin (Heart Broken)                 | Beth McCarthy-Miller | Danny Zuker | 2013. február 13. 2013. július 11.     | 10,05 millió |
| 88.  | 16. | Egy kis baki (Bad Hair Day)                    | Gail Mancuso         | Elaine Ko | 2013. február 20. 2013. július 16.     | 10,62 millió |
| 89.  | 17. | Holtomiglan-holtodiglan (Best Men)             | Steven Levitan       | Történet: Dan O'Shannon & Abraham Higginbotham Tévéjáték: Dan O'Shannon & Abraham Higginbotham & Bianca Douglas | 2013. február 27. 2013. július 17.     | 10,53 millió |
| 90.  | 18. | Egy kis extra (The Wow Factor)                 | Steven Levitan       | Ben Karlin | 2013. március 27. 2013. július 18.     | 9,09 millió  |
| 91.  | 19. | Küszöbön a jövő (The Future Dunphys)           | Ryan Case            | Elaine Ko | 2013. április 3. 2013. július 23.      | 10,88 millió |
| 92.  | 20. | Rivális a láthatáron (Flip Flop)               | Gail Mancuso         | Jeffrey Richman & Bill Wrubel                                                                                   | 2013. április 10. 2013. július 24.     | 10,38 millió |
| 93.  | 21. | A szórakozott fogtündér (Career Day)           | Jim Hensz            | Paul Corrigan & Brad Walsh                                                                                      | 2013. május 1. 2013. július 25.        | 9,64 millió  |
| 94.  | 22. | Csetlés-botlás (My Hero)                       | Gail Mancuso         | Abraham Higginbotham                                                                                            | 2013. május 8. 2013. július 30.        | 9,02 millió  |
| 95.  | 23. | Ellendrukkerek (Games People Play)             | Alisa Statman        | Történet: Ben Karlin Tévéjáték: Danny Zuker                                                                     | 2013. május 15. 2013. július 31.       | 10,03 millió |
| 96.  | 24. | Hárpiák gyűrűjében (Goodnight Gracie)          | Steven Levitan       | Steven Levitan & Jeffrey Richman                                                                                | 2013. május 22. 2013. augusztus 1.     | 10,01 millió |

## Ötödik évad (2013-14)
| Sor. | Év. | Cím                                                | Rendező              | Író                                                    | Premier                                | Nézettség    |
| ---- | --- | -------------------------------------------------- | -------------------- | ------------------------------------------------------ | -------------------------------------- | ------------ |
| 97.  | 1.  | Az utolsó nyár (Suddenly, Last Summer)             | James Bagdonas       | Jeffrey Richman                                        | 2013. szeptember 25. 2014. március 20. | 11,71 millió |
| 98.  | 2.  | Az első napok (First Days)                         | Steven Levitan       | Paul Corrigan & Brad Walsh                             | 2013. szeptember 25. 2014. március 25. | 11,65 millió |
| 99.  | 3.  | Larry felesége (Larry's Wife)                      | Jeffrey Walker       | Bill Wrubel                                            | 2013. október 2. 2014. március 26.     | 11,12 millió |
| 100. | 4.  | Családi fészek (Farm Strong)                       | Alisa Statman        | Elaine Ko                                              | 2013. október 9. 2014. március 27.     | 10,64 millió |
| 101. | 5.  | Egy kis késés (The Late Show)                      | Beth McCarthy-Miller | Abraham Higginbotham                                   | 2013. október 16. 2014. április 1.     | 10,94 millió |
| 102. | 6.  | A manus (The Help)                                 | Jim Hensz            | Danny Zuker                                            | 2013. október 23. 2014. április 2.     | 10,32 millió |
| 103. | 7.  | Vásári forgatag (A Fair to Remember)               | Beth McCarthy-Miller | Emily Spivey                                           | 2013. november 13. 2014. április 3.    | 10,75 millió |
| 104. | 8.  | Szekrénytalálkozó 2013 (ClosetCon '13)             | Fred Savage          | Ben Karlin                                             | 2013. november 20. 2014. április 8.    | 10,19 millió |
| 105. | 9.  | A nagy meccs (The Big Game)                        | Beth McCarthy-Miller | Megan Ganz                                             | 2013. december 4. 2014. április 9.     | 9,47 millió  |
| 106. | 10. | Az öreg favágó és a fenyő (The Old Man & the Tree) | Bryan Cranston       | Paul Corrigan & Brad Walsh                             | 2013. december 11. 2014. április 10.   | 10,61 millió |
| 107. | 11. | Remek rejtekhely (And One to Grow On)              | Gail Mancuso         | Jeffrey Richman                                        | 2014. január 8. 2014. április 15.      | 9,51 millió  |
| 108. | 12. | Túl nagy a nyomás (Under Pressure)                 | James Bagdonas       | Elaine Ko                                              | 2014. január 15. 2014. április 16.     | 9,14 millió  |
| 109. | 13. | Három vacsora (Three Dinners)                      | Steven Levitan       | Abraham Higginbotham, Steven Levitan & Jeffrey Richman | 2014. január 22. 2014. június 17.      | 9,59 millió  |
| 110. | 14. | Modern kémkedés (iSpy)                             | Gail Mancuso         | Abraham Higginbotham                                   | 2014. február 5. 2014. június 18.      | 9,87 millió  |
| 111. | 15. | A viszály (The Feud)                               | Ryan Case            | Történet: Christopher Lloyd Tévéjáték: Dan O'Shannon   | 2014. február 26. 2014. június 19.     | 8,52 millió  |
| 112. | 16. | A tavaszi zsongás-bongás (Spring-a-Ding-Fling)     | Gail Mancuso         | Ben Karlin                                             | 2014. március 5. 2014. június 24.      | 9,22 millió  |
| 113. | 17. | Mások gyerekei (Other People's Children)           | Jim Hensz            | Megan Ganz                                             | 2014. március 12. 2014. június 25.     | 9,39 millió  |
| 114. | 18. | Las Vegas (Las Vegas)                              | Gail Mancuso         | Paul Corrigan & Brad Walsh & Bill Wrubel               | 2014. március 26. 2014. június 26.     | 10,09 millió |
| 115. | 19. | Jay estélye (A Hard Jay's Night)                   | Beth McCarthy-Miller | Megan Ganz & Ben Karlin                                | 2014. április 2. 2014. július 1.       | 9 millió     |
| 116. | 20. | Ausztrália (Australia)                             | Steven Levitan       | Elaine Ko & Danny Zuker                                | 2014. április 23. 2014. július 2.      | 9,59 millió  |
| 117. | 21. | Bealvás (Sleeper)                                  | Ryan Case            | Paul Corrigan, Brad Walsh & Bill Wrubel                | 2014. április 30. 2014. július 3.      | 8,39 millió  |
| 118. | 22. | Üzenet a múltból (Message Received)                | Jeffrey Walker       | Steven Levitan                                         | 2014. május 7. 2014. július 8.         | 8,55 millió  |
| 119. | 23. | Az esküvő (1. rész) (The Wedding (Part 1))         | Steven Levitan       | Abraham Higginbotham, Ben Karlin & Jeffrey Richman     | 2014. május 14. 2014. július 9.        | 9,08 millió  |
| 120. | 24. | Az esküvő (2. rész) (The Wedding (Part 2))         | Alisa Statman        | Megan Ganz, Christopher Lloyd & Dan O'Shannon          | 2014. május 21. 2014. július 10.       | 10,45 millió |

## Hatodik évad (2014-15)
| Sor. | Év. | Cím                                                     | Rendező              | Író                                                                | Premier                               | Nézettség    |
| ---- | --- | ------------------------------------------------------- | -------------------- | ------------------------------------------------------------------ | ------------------------------------- | ------------ |
| 121. | 1.  | A hosszú nászút (The Long Honeymoon)                    | Beth McCarthy-Miller | Danny Zuker                                                        | 2014. szeptember 24. 2015. február 3. | 11,38 millió |
| 122. | 2.  | Ne nyomd meg a gombot! (Do Not Push)                    | Gail Mancuso         | Megan Ganz                                                         | 2014. október 1. 2015. február 4.     | 10,56 millió |
| 123. | 3.  | A megfázás (The Cold)                                   | Jim Hensz            | Rick Wiener & Kenny Schwartz                                       | 2014. október 8. 2015. február 5.     | 10,30 millió |
| 124. | 4.  | Marco Polo (Marco Polo)                                 | Fred Savage          | Elaine Ko                                                          | 2014. október 15. 2015. február 10.   | 9,71 millió  |
| 125. | 5.  | Légy a szomszédom! (Won't You Be Our Neighbor)          | Gail Mancuso         | Paul Corrigan & Brad Walsh                                         | 2014. október 22. 2015. február 11.   | 10,16 millió |
| 126. | 6.  | Halloween 3: Királyok földje (Halloween 3: AwesomeLand) | Gail Mancuso         | Paul Corrigan & Brad Walsh & Abraham Higginbotham                  | 2014. október 29. 2015. február 12.   | 9,92 millió  |
| 127. | 7.  | Meleg szívvel foci (Queer Eyes, Full Hearts)            | Jason Winer          | Stephen Lloyd                                                      | 2014. november 12. 2015. február 17.  | 9,83 millió  |
| 128. | 8.  | Három pulyka (Three Turkeys)                            | Beth McCarthy-Miller | Jeffrey Richman                                                    | 2014. november 19. 2015. február 18.  | 10,88 millió |
| 129. | 9.  | Idegenek az éjszakában (Strangers in the Night)         | Fred Savage          | Chuck Tatham                                                       | 2014. december 3. 2015. február 19.   | 9,02 millió  |
| 130. | 10. | Haley 21. születésnapja (Haley's 21st Birthday)         | Alisa Statman        | Abraham Higginbotham                                               | 2014. december 10. 2015. február 24.  | 9,69 millió  |
| 131. | 11. | Ma majdnem meghaltunk (The Day We Almost Died)          | James Bagdonas       | Danny Zuker                                                        | 2015. január 7. 2015. február 25.     | 9,29 millió  |
| 132. | 12. | A nagyágyúk (The Big Guns)                              | Jeffrey Walker       | Vali Chandrasekaran                                                | 2015. január 14. 2015. február 26.    | 9,44 millió  |
| 133. | 13. | Győzni a kiütést (Rash Decisions)                       | Jim Hensz            | Történet: Daisy Gardner Tévéjáték: Anthony Lombardo & Clint McCray | 2015. február 4. 2015. június 2.      | 9,87 millió  |
| 134. | 14. | Az őrült húg (Valentine's Day 4: Twisted Sister)        | Fred Savage          | Jeffrey Richman                                                    | 2015. február 11. 2015. június 3.     | 9,77 millió  |
| 135. | 15. | Légicsapás (Fight or Flight)                            | Steven Levitan       | Abraham Higginbotham                                               | 2015. február 18. 2015. június 4.     | 8,80 millió  |
| 136. | 16. | Megszakadt kapcsolat (Connection Lost)                  | Steven Levitan       | Steven Levitan & Megan Ganz                                        | 2015. február 25. 2015. június 9.     | 9,32 millió  |
| 137. | 17. | Szekrény? Csak tessék! (Closet? You'll Love It!)        | Ryan Case            | Elaine Ko                                                          | 2015. március 4. 2015. június 10.     | 9,61 millió  |
| 138. | 18. | Tavaszi szünet (Spring Break)                           | Gail Mancuso         | Paul Corrigan & Brad Walsh                                         | 2015. március 25. 2015. június 11.    | 8,71 millió  |
| 139. | 19. | A szent grill (Grill, Interrupted)                      | James Bagdonas       | Paul Corrigan & Brad Walsh & Jeffrey Richman                       | 2015. április 1. 2015. június 16.     | 9,43 millió  |
| 140. | 20. | Mindent ledönteni! (Knock 'Em Down)                     | Beth McCarthy-Miller | Rick Wiener & Kenny Schwartz                                       | 2015. április 22. 2015. június 17.    | 8,85 millió  |
| 141. | 21. | Becsület (Integrity)                                    | Chris Koch           | Stephen Lloyd & Chuck Tatham                                       | 2015. április 29. 2015. június 18.    | 8 millió     |
| 142. | 22. | Futottak még (Patriot Games)                            | Alisa Statman        | Vali Chandrasekaran                                                | 2015. május 6. 2015. június 23.       | 8,57 millió  |
| 143. | 23. | Érzés zavarok (Crying Out Loud)                         | Ryan Case            | Megan Ganz & Stephen Lloyd & Chuck Tatham                          | 2015. május 13. 2015. június 24.      | 8,13 millió  |
| 144. | 24. | Ha Phil túl messze van... (American Skyper)             | Steven Levitan       | Elaine Ko                                                          | 2015. május 20. 2015. június 25.      | 7,20 millió  |

## Hetedik évad (2015-16)
| Sor. | Év. | Cím                                                        | Rendező              | Író                           | Premier                               | Nézettség   |
| ---- | --- | ---------------------------------------------------------- | -------------------- | ----------------------------- | ------------------------------------- | ----------- |
| 145. | 1.  | Így telt a nyár (Summer Lovin)                             | Jim Hensz            | Abraham Higginbotham          | 2015. szeptember 23. 2016. február 2. | 9,46 millió |
| 146. | 2.  | Alex ma utazik (The Day Alex Left for College)             | Jeffrey Walker       | Danny Zuker                   | 2015. szeptember 30. 2016. február 3. | 8,72 millió |
| 147. | 3.  | Túl sok szekrény (The Closet Case)                         | Beth McCarthy-Miller | Paul Corrigan & Brad Walsh    | 2015. október 7. 2016. február 4.     | 7,99 millió |
| 148. | 4.  | Dilis a csaj (She Crazy)                                   | Gail Mancuso         | Elaine Ko                     | 2015. október 14. 2016. február 9.    | 7,88 millió |
| 149. | 5.  | Az ítélet (The Verdict)                                    | Alisa Statman        | Chuck Tatham                  | 2015. október 21. 2016. február 10.   | 7,80 millió |
| 150. | 6.  | Ne is törődj velem! (The More You Ignore Me)               | Gail Mancuso         | Vali Chandrasekaran           | 2015. november 11. 2016. február 11.  | 8,15 millió |
| 151. | 7.  | Phil szuperszexi háza (Phil's Sexy, Sexy House)            | Beth McCarthy-Miller | Stephen Lloyd                 | 2015. november 18. 2016. február 16.  | 8,28 millió |
| 152. | 8.  | Fióktakarítás (Clean Out Your Junk Drawer)                 | Steven Levitan       | Steven Levitan                | 2015. december 2. 2016. február 17.   | 7,35 millió |
| 153. | 9.  | Fehér karácsony (White Christmas)                          | Gail Mancuso         | Andy Gordon & Jon Pollack     | 2015. december 9. 2016. február 18.   | 8,20 millió |
| 154. | 10. | A szülibulinap (Playdates)                                 | Claire Scanlon       | Jeffrey Richman               | 2016. január 6. 2016. február 23.     | 8,35 millió |
| 155. | 11. | Tárd ki a szárnyad! (Spread Your Wings)                    | James Bagdonas       | Vanessa McCarthy & Ryan Walls | 2016. január 13. 2016. február 24.    | 8,17 millió |
| 156. | 12. | Rend a lelke mindennek (Clean for a Day)                   | Beth McCarthy-Miller | Paul Corrigan & Brad Walsh    | 2016. február 10. 2016. február 25.   | 7,80 millió |
| 157. | 13. | Fura figurák (Thunk in the Trunk)                          | Phil Traill          | Elaine Ko                     | 2016. február 17. 2016. április 23.   | 7,48 millió |
| 158. | 14. | A vihar (The Storm)                                        | James Bagdonas       | Danny Zuker                   | 2016. február 24. 2016. április 30.   | 8,10 millió |
| 159. | 15. | Csak tudnám hogy csinálja!? (I Don't Know How She Does It) | Ryan Case            | Jeffrey Richman               | 2016. március 2. 2016. május 7.       | 8,22 millió |
| 160. | 16. | Jay szerint a világ (The Cover-Up)                         | Jim Hensz            | Chuck Tatham                  | 2016. március 16. 2016. május 14.     | 8,14 millió |
| 161. | 17. | Ne fojtsd magadba! (Express Yourself)                      | Alisa Statman        | Abraham Higginbotham          | 2016. március 23. 2016. május 21.     | 7,69 millió |
| 162. | 18. | A buli (The Party)                                         | Steven Levitan       | Vali Chandrasekaran           | 2016. április 6. 2016. május 26.      | 7,51 millió |
| 163. | 19. | Ne feküdj le! (Man Shouldn't Lie)                          | Gail Mancuso         | Andy Gordon                   | 2016. április 13. 2016. június 4.     | 7,44 millió |
| 164. | 20. | A bálkérés (Promposal)                                     | Ken Whittingham      | Stephen Lloyd                 | 2016. május 4. 2016. június 11.       | 7,42 millió |
| 165. | 21. | Őrült vonat út (Crazy Train)                               | Jim Hensz            | Jon Pollack & Ryan Walls      | 2016. május 11. 2016. június 18.      | 7,16 millió |
| 166. | 22. | Dupla klikk (Double Click)                                 | James Bagdonas       | Elaine Ko                     | 2016. május 18. 2016. június 25.      | 6,79 millió |

## Nyolcadik évad (2016-17)
| Sor. | Év. | Cím                                                                       | Rendező              | Író                                                | Premier                               | Nézettség   |
| ---- | --- | ------------------------------------------------------------------------- | -------------------- | -------------------------------------------------- | ------------------------------------- | ----------- |
| 167. | 1.  | Három város meséje (A Tale of Three Cities)                               | Chris Koch           | Elaine Ko                                          | 2016. szeptember 21. 2017. január 28. | 8,24 millió |
| 168. | 2.  | Egy sztereotipikus nap (A Stereotypical Day)                              | Ryan Case            | Vali Chandrasekaran                                | 2016. szeptember 28. 2017. február 4. | 7,41 millió |
| 169. | 3.  | Hívatlan vendégek (Blindsided)                                            | Jim Hensz            | Christy Stratton & Danny Zuker                     | 2016. október 5. 2017. február 11.    | 6,97 millió |
| 170. | 4.  | Süvöltő szelek (Weathering Heights)                                       | Gail Mancuso         | Paul Corrigan & Brad Walsh                         | 2016. október 12. 2017. február 18.   | 7,50 millió |
| 171. | 5.  | Halloween 4 (Rod Skyhook bosszúja) (Halloween IV: Revenge of Rod Skyhook) | Chris Koch           | Stephen Lloyd                                      | 2016. október 26. 2017. február 25.   | 7,38 millió |
| 172. | 6.  | Mardd el! (Grab It)                                                       | Beth McCarthy-Miller | Jeffrey Richman                                    | 2016. november 9. 2017. március 4.    | 7,23 millió |
| 173. | 7.  | Hálaadásnapi jamboree (Thanksgiving Jamboree)                             | Steven Levitan       | Jon Pollack & Chuck Tatham                         | 2016. november 16. 2017. március 11.  | 7,33 millió |
| 174. | 8.  | A szövetség (The Alliance)                                                | James Bagdonas       | Andy Gordon & Ryan Walls                           | 2016. november 30. 2017. március 18.  | 6,81 millió |
| 175. | 9.  | A téli bál (Snow Ball)                                                    | Beth McCarthy-Miller | Christy Stratton & Stephen Lloyd                   | 2016. december 14. 2017. március 25.  | 6,81 millió |
| 176. | 10. | Keifth a porondmester (Ringmaster Keifth)                                 | Jim Hensz            | Vali Chandrasekaran                                | 2017. január 4. 2017. április 1.      | 7,57 millió |
| 177. | 11. | Főtörzs és nyuszó (Sarge & Pea)                                           | James Bagdonas       | Abraham Higginbotham                               | 2017. január 11. 2017. április 8.     | 7,59 millió |
| 178. | 12. | Hiszel a varázslatban? (Do You Believe in Magic)                          | Gail Mancuso         | Jon Pollack                                        | 2017. február 8. 2017. április 15.    | 7,34 millió |
| 179. | 13. | Csináld magad! (Do It Yourself)                                           | Jeffrey Walker       | Paul Corrigan & Brad Walsh                         | 2017. február 15. 2017. április 22.   | 6,92 millió |
| 180. | 14. | Nehéz eset (Heavy is the Head)                                            | Ken Whittingham      | Danny Zuker                                        | 2017. február 22. 2017. április 29.   | 6,65 millió |
| 181. | 15. | Keresd Fizbot! (Finding Fizbo)                                            | James Bagdonas       | Abraham Higginbotham & Chuck Tatham                | 2017. március 1. 2017. május 6.       | 6,41 millió |
| 182. | 16. | A kosárlabda (Basketball)                                                 | Jim Hensz            | Elaine Ko                                          | 2017. március 8. 2017. május 13.      | 6,49 millió |
| 183. | 17. | A felkelő disznó hold (Pig Moon Rising)                                   | Chris Koch           | Paul Corrigan & Brad Walsh                         | 2017. március 15. 2017. május 20.     | 6,12 millió |
| 184. | 18. | Öt perc (Five Minutes)                                                    | Gail Mancuso         | Elaine Ko                                          | 2017. március 29. 2017. május 27.     | 6,79 millió |
| 185. | 19. | Frank esküvője (Frank's Wedding)                                          | Beth McCarthy-Miller | Andy Gordon                                        | 2017. április 5. 2017. június 3.      | 6,25 millió |
| 186. | 20. | A pályakezdő (All Things Being Equal)                                     | Michelle MacLaren    | Christy Stratton & Ryan Walls                      | 2017. május 3. 2017. június 10.       | 5,65 millió |
| 187. | 21. | Egy kis magány (Alone Time)                                               | Jim Hensz            | Abraham Higginbotham & Stephen Lloyd & Danny Zuker | 2017. május 10. 2017. június 17.      | 5,71 millió |
| 188. | 22. | A végzősök (The Graduates)                                                | Steven Levitan       | Jon Pollack & Jeffrey Richman & Chuck Tatham       | 2017. május 17. 2017. június 24.      | 6,20 millió |

## Kilencedik évad (2017-18)
| Sor. | Év. | Cím                                                            | Rendező              | Író                                                                | Premier                               | Nézettség   |
| ---- | --- | -------------------------------------------------------------- | -------------------- | ------------------------------------------------------------------ | ------------------------------------- | ----------- |
| 189. | 1.  | Tóból is megárt a sok (Lake Life)                              | James Bagdonas       | Elaine Ko                                                          | 2017. szeptember 27. 2018. február 2. | 7,01 millió |
| 190. | 2.  | A hosszú búcsú (The Long Goodbye)                              | Jim Hensz            | Paul Corrigan & Brad Walsh                                         | 2017. október 4. 2018. február 9.     | 6,36 millió |
| 191. | 3.  | Atya gatya (Catch of the Day)                                  | Fred Savage          | Jeffrey Richman                                                    | 2017. október 11. 2018. február 16.   | 6,27 millió |
| 192. | 4.  | Szex, hazugság, kickball (Sex, Lies and Kickball)              | John Riggi           | Abraham Higginbotham                                               | 2017. október 18. 2018. február 23.   | 6,22 millió |
| 193. | 5.  | Öreg vagyok én már ehhez (It's the Great Pumpkin, Phil Dunphy) | Beth McCarthy-Miller | Jon Pollack                                                        | 2017. október 25. 2018. március 2.    | 5,96 millió |
| 194. | 6.  | Tíz évvel később (Ten Years Later)                             | Fred Savage          | Danny Zuker                                                        | 2017. november 1. 2018. március 9.    | 5,51 millió |
| 195. | 7.  | Bajnokok vacsorája (Winner Winner Turkey Dinner)               | Beth McCarthy-Miller | Bill Wrubel                                                        | 2017. november 15. 2018. március 16.  | 5,96 millió |
| 196. | 8.  | Híresség észlelés (Brushes with Celebrity)                     | Jeffrey Walker       | Vali Chandrasekaran                                                | 2017. november 29. 2018. március 23.  | 6,15 millió |
| 197. | 9.  | Kemény szeretet (Tough Love)                                   | John Riggi           | Stephen Lloyd                                                      | 2017. december 6. 2018. március 30.   | 5,81 millió |
| 198. | 10. | Derűre Bo (No Small Feet)                                      | James Bagdonas       | Történet: Ryan Walls Tévéjáték: Ryan Walls & Matt Plonsker         | 2017. december 13. 2018. április 6.   | 5,89 millió |
| 199. | 11. | Hátsó kerti szándékok (He Said, She Shed)                      | Jim Hensz            | Jeffrey Richman & Ryan Walls                                       | 2018. január 3. 2018. április 13.     | 5,90 millió |
| 200. | 12. | A sokadik búcsú (Dear Beloved Family)                          | Gail Mancuso         | Bill Wrubel                                                        | 2018. január 10. 2018. április 20.    | 5,81 millió |
| 201. | 13. | Az urnás bosszantás (In Your Head)                             | Steven Levitan       | Jack Burditt                                                       | 2018. január 17. 2018. április 27.    | 6,24 millió |
| 202. | 14. | Meg van írva a csillagokban (Written in the Stars)             | Jaffar Mahmood       | Abraham Higginbotham & Jon Pollack                                 | 2018. február 27. 2018. május 4.      | 4,96 millió |
| 203. | 15. | Fenekestül (Spanks for the Memories)                           | James Bagdonas       | Paul Corrigan & Brad Walsh                                         | 2018. március 7. 2018. május 11.      | 5,25 millió |
| 204. | 16. | Mi erre, tiara (Wine Weekend)                                  | Beth McCarthy-Miller | Elaine Ko                                                          | 2018. március 21. 2018. május 18.     | 5,56 millió |
| 205. | 17. | Többet ésszel, mint ebéddel (Royal Visit)                      | Gail Mancuso         | Történet: Jack Burditt & Jessica Poter Tévéjáték: Jeffrey Richman  | 2018. március 28. 2018. május 25.     | 5,43 millió |
| 206. | 18. | Fordulatos évforduló (Daddy Issues)                            | Chris Koch           | Vali Chandrasekaran & Stephen Lloyd                                | 2018. április 4. 2018. június 1.      | 5,61 millió |
| 207. | 19. | Vigyázz, kész, felépülés (CHiPs and Salsa)                     | Gail Mancuso         | Paul Corrigan & Brad Walsh & Bill Wrubel                           | 2018. április 11. 2018. június 8.     | 4,97 millió |
| 208. | 20. | Anyám! (Mother!)                                               | Eric Dean Seaton     | Történet: Abraham Higginbotham Tévéjáték: Jon Pollack & Ryan Walls | 2018. május 2. 2018. június 15.       | 4,60 millió |
| 209. | 21. | A szabadulás (The Escape)                                      | Steven Levitan       | Jack Burditt & Danny Zuker                                         | 2018. május 9. 2018. június 22.       | 4,73 millió |
| 210. | 22. | Kardok csatája (Clash of Swords)                               | Jim Hensz            | Elaine Ko & Stephen Lloyd                                          | 2018. május 16. 2018. június 29.      | 5,02 millió |

## Tizedik évad (2018-19)
| Sor. | Év. | Cím                                                               | Rendező              | Író                                          | Premier                                | Nézettség   |
| ---- | --- | ----------------------------------------------------------------- | -------------------- | -------------------------------------------- | -------------------------------------- | ----------- |
| 211. | 1.  | Problémás felvonulás (I Love a Parade)                            | James Bagdonas       | Paul Corrigan & Brad Walsh                   | 2018. szeptember 26. 2019. február 10. | 5,40 millió |
| 212. | 2.  | Rendkívüli gyűlés (Kiss and Tell)                                 | Steven Levitan       | Abraham Higginbotham & Jon Pollack           | 2018. október 3. 2019. február 17.     | 5,39 millió |
| 213. | 3.  | Képes katasztrófa (A Sketchy Area)                                | Jeffrey Walker       | Elaine Ko                                    | 2018. október 10. 2019. február 24.    | 5,10 millió |
| 214. | 4.  | Szerelmi vívódás (Torn Between Two Lovers)                        | Beth McCarthy-Miller | Vali Chandrasekaran & Stephen Lloyd          | 2018. október 17. 2019. március 3.     | 5,27 millió |
| 215. | 5.  | Gyászos Halloween (Good Grief)                                    | Beth McCarthy-Miller | Vali Chandrasekaran & Stephen Lloyd          | 2018. október 24. 2019. március 10.    | 5,27 millió |
| 216. | 6.  | Betölteni a 18-at (On the Same Paige)                             | Ryan Case            | Ryan Walls                                   | 2018. október 31. 2019. március 17.    | 5,01 millió |
| 217. | 7.  | Miért ment át a csirke az úton? (Did the Chicken Cross the Road?) | Eric Dean Seaton     | Bill Wrubel                                  | 2019. november 7. 2019. március 24.    | 5,44 millió |
| 218. | 8.  | Ezek a mai fiatalok (Kids These Days)                             | James Bagdonas       | Jon Pollack & Danny Zuker                    | 2019. november 28. 2019. március 31.   | 4,85 millió |
| 219. | 9.  | Gyökeret ereszteni (Putting Down Roots)                           | Kat Coiro            | Jack Burditt                                 | 2018. december 5. 2019. április 7.     | 4,87 millió |
| 220. | 10. | A tökéletes pillanat (Stuck in a Moment)                          | Fred Savage          | Elaine Ko                                    | 2018. december 12. 2019. április 21.   | 5,69 millió |
| 221. | 11. | Költözés (A Moving Day)                                           | Iwona Sapienza       | Paul Corrigan & Brad Walsh                   | 2019. január 9. 2019. április 28.      | 4,82 millió |
| 222. | 12. | Hősies ősök (Blasts from the Past)                                | Fred Savage          | Vali Chandrasekaran & Stephen Lloyd          | 2019. január 16. 2019. május 5.        | 4,62 millió |
| 223. | 13. | Mi jő mos? (Whanex?)                                              | Elaine Ko            | Bill Wrubel                                  | 2019. január 23. 2019. május 12.       | 4,50 millió |
| 224. | 14. | Beszélnünk kell Lily-ről (We Need to Talk About Lily)             | Abraham Higginbotham | Abraham Higginbotham & Jeffrey Richman       | 2019. január 30. 2019. május 19.       | 4,92 millió |
| 225. | 15. | Super babaváró Bowl (SuperShowerBabyBowl)                         | Helena Lamb          | Jack Burditt & Jon Pollack                   | 2019. február 20. 2019. május 26.      | 4,43 millió |
| 226. | 16. | Vörös kód (Red Alert)                                             | Julie Bowen          | Ryan Walls & Jessica Poter                   | 2019. február 27. 2019. június 2.      | 4,33 millió |
| 227. | 17. | Vad kalandok (The Wild)                                           | James Bagdonas       | Elaine Ko                                    | 2019. március 13. 2019. június 9.      | 4,65 millió |
| 228. | 18. | Kamu cowboy (Stand By Your Man)                                   | Jim Hensz            | Jack Burditt & Jeffrey Richman & Bill Wrubel | 2019. március 20. 2019. június 16.     | 4,25 millió |
| 229. | 19. | Mindenre igen (Yes-Woman)                                         | Fred Savage          | Paul Corrigan & Brad Walsh                   | 2019. április 3. 2019. június 23.      | 4,33 millió |
| 230. | 20. | Nem olyan titkos esküvő (Can't Elope)                             | Jeffrey Walker       | Danny Zuker                                  | 2019. április 10. 2019. június 30.     | 4,81 millió |
| 231. | 21. | Ballábas ballagás (Commencement)                                  | Eric Dean Seaton     | Vali Chandrasekaran & Stephen Lloyd          | 2019. május 1. 2019. július 7.         | 4,24 millió |
| 232. | 22. | Egy évnyi szülinap (A Year of Birthdays)                          | Steven Levitan       | Steven Levitan                               | 2019. május 8. 2019. július 14.        | 4,41 millió |

## Tizenegyedik évad (2019-2020)
| Sor. | Év. | Cím                                       | Rendező              | Író | Premier                               | Nézettség   |
| ---- | --- | ----------------------------------------- | -------------------- | --- | ------------------------------------- | ----------- |
| 233. | 1.  | Bőgőmasinák (New Kids On The Block)       | Gail Mancuso         | Paul Corrigan & Brad Walsh                                                                                    | 2019. szeptember 25. 2020. február 9. | 4,09 millió |
| 234. | 2.  | Bepöccentek (Snapped)                     | Michael Spiller      | Elaine Ko | 2019. október 2. 2020. február 16.    | 4,32 millió |
| 235. | 3.  | Párban prímább (Perfect Pairs)            | Iwona Sapienza       | Stephen Lloyd                                                                                                 | 2019. október 9. 2020. február 23.    | 3,95 millió |
| 236. | 4.  | Bizalomgerjesztők (Pool Party)            | Abraham Higginbotham | Abraham Higginbotham & Jon Pollack                                                                            | 2019. október 16. 2020. március 1.    | 4,21 millió |
| 237. | 5.  | Mindenszent eszement (The Last Halloween) | Fred Savage          | Danny Zuker                                                                                                   | 2019. október 30. 2020. március 8.    | 3,93 millió |
| 238. | 6.  | Pipiskedő papik (A Game of Chicken)       | Helen Lamb           | Vali Chandrasekaran                                                                                           | 2019. november 6. 2020. március 15.   | 3,95 millió |
| 239. | 7.  | Hálátlan Hálaadás (The Last Thanksgiving) | Eric Dean Seaton     | Jeffrey Richman                                                                                               | 2019. november 20. 2020. március 22.  | 3,95 millió |
| 240. | 8.  | Felderítő kerítők (Tree's A Crowd)        | Julie Bowen          | Ryan Walls | 2019. december 4. 2020. március 29.   | 3,82 millió |
| 241. | 9.  | Utolsó karácsony (The Last Christmas)     | Jeff Walker          | Abraham Higginbotham & Jon Pollack                                                                            | 2019. december 11. 2020. április 5.   | 4,27 millió |
| 242. | 10. | Tiltott gyümölcs (The Prescott)           | Elaine Ko            | Elaine Ko | 2020. január 8. 2020. július 16.      | 6,39 millió |
| 243. | 11. | Atyai hagyaték (Legacy)                   | Jason Kemp           | Jack Burditt & Christopher Lloyd                                                                              | 2020. január 15. 2020. július 16.     | 3,84 millió |
| 244. | 12. | Haláli versengés (Dead on a Rival)        | Jason Winer          | Jeffrey Richman & Ryan Walls                                                                                  | 2020. január 22. 2020. július 16.     | 3,50 millió |
| 245. | 13. | Egy kis romantika (Paris)                 | James Bagdonas       | Paul Corrigan & Brandon Walsh                                                                                 | 2020. február 12. 2020. július 16.    | 3,73 millió |
| 246. | 14. | Csacska család (Spuds)                    | Beth McCarthy-Miller | Vali Chandrasekaran & Stephen Lloyd                                                                           | 2020. február 19. 2020. július 16.    | 3,28 millió |
| 247. | 15. | A rettegés foka (Baby Steps)              | Trey Clinesmith      | Steven Levitan & Morgan Murphy & Abraham Higginbotham & Jon Pollack                                           | 2020. március 18. 2020. július 16.    | 4,33 millió |
| 248. | 16. | Ha hasad a pad (I'm Going to Miss This)   | Fred Savage          | Jack Burditt & Danny Zuker                                                                                    | 2020. április 1. 2020. július 16.     | 4,33 millió |
| 249. | 17. | Slussz-passz vége 1. rész (Finale Part 1) | Steven Levitan       | Steven Levitan, Abraham Higginbotham, Jon Pollack, Ryan Walls, Jeffrey Richman, Morgan Murphy & Stephen Lloyd | 2020. április 8. 2020. július 16.     | 7,37 millió |
| 250. | 18. | Slussz-passz vége 2. rész (Finale Part 2) | Gail Mancuso         | Christopher Lloyd, Jack Burditt, Elaine Ko, Danny Zuker, Vali Chandrasekaran, Brad Walsh & Paul Corrigan      | 2020. április 8. 2020. július 16.     | 7,37 millió |

## Speciális
| #  | Cím                                  | Rendező      | Premier                                                | Nézettség   |
| -- | ------------------------------------ | ------------ | ------------------------------------------------------ | ----------- |
| 1. | Egy modern búcsú (A Modern Farewell) | Chris Wilcha | 2020. április 8. 2020. szeptember 23. (Comedy Central) | 6,64 millió |

## Fordítás
Ez a szócikk részben vagy egészben  a   List of Modern Family episodes című angol Wikipédia-szócikk ezen változatának fordításán alapul.  Az eredeti cikk szerkesztőit annak laptörténete sorolja fel. Ez a jelzés csupán a megfogalmazás eredetét és a szerzői jogokat jelzi, nem szolgál a cikkben szereplő információk forrásmegjelöléseként.